# Žan Benedičič
Žan Benedičič (Lubiana, 3 ottobre 1995) è un calciatore sloveno, centrocampista del Triglav.

## Carriera

### Club
Ha preso parte alla UEFA Youth League con il Milan nella stagione 2013-2014.
Il 4 agosto 2014 è stato ceduto al Leeds in prestito per una stagione con diritto di riscatto a favore della società inglese. Ha esordito con il Leeds il 12 agosto seguente nella partita di Football League Cup contro l'Accrington Stanley, subentrando nel corso del secondo tempo. Successivamente ha giocato un'altra partita, sempre partendo dalla panchina, in Football League Championship contro il Bolton prima di fermarsi per operarsi al ginocchio nel novembre del 2014. Dopo il rientro dall'operazione non ha più disputato alcuna partita con la squadra inglese e a fine stagione è rientrato al Milan.

#### Como e Ascoli
Il 31 agosto 2015 è passato a titolo definitivo al Como, ma nel gennaio del 2016 viene ceduto all'Ascoli firmando un contratto che lo lega al club bianconero fino al 30 giugno 2018.

#### Leyton Orient
Il 19 settembre, dopo aver rescisso con la squadra marchigiana, firma un contratto valido fino al gennaio seguente con il Leyton Orient; il 3 gennaio 2017 la società inglese comunica l'intenzione di non rinnovare il giocatore sloveno, che resta così svincolato.

#### Olbia e Celje
L'11 gennaio successivo viene tesserato dall'Olbia, militante in Lega Pro.
Rimasto a lungo senza squadra, il 27 dicembre firma con il Celje.

### Nazionale
Ha esordito con la nazionale Under-21 slovena nel 2013 durante le qualificazioni ai campionati europei di categoria del 2015.

## Statistiche

### Presenze e reti nei club
Statistiche aggiornate al 9 ottobre 2023.
| Stagione        | Squadra         | Campionato      | Campionato | Campionato | Coppe nazionali | Coppe nazionali | Coppe nazionali | Coppe continentali | Coppe continentali | Coppe continentali | Altre coppe | Altre coppe | Altre coppe | Totale | Totale |
| Stagione        | Squadra         | Comp            | Pres       | Reti       | Comp            | Pres            | Reti            | Comp               | Pres               | Reti               | Comp        | Pres        | Reti        | Pres   | Reti   |
| --------------- | --------------- | --------------- | ---------- | ---------- | --------------- | --------------- | --------------- | ------------------ | ------------------ | ------------------ | ----------- | ----------- | ----------- | ------ | ------ |
| 2014-2015       | Leeds           | FLC             | 1          | 0          | FACup+CdL       | 0+1             | 0               | -                  | -                  | -                  | -           | -           | -           | 2      | 0      |
| 2015-gen. 2016  | Como            | B               | 9          | 0          | CI              | -               | -               | -                  | -                  | -                  | -           | -           | -           | 9      | 0      |
| gen.-giu. 2016  | Ascoli          | B               | 9          | 0          | CI              | -               | -               | -                  | -                  | -                  | -           | -           | -           | 9      | 0      |
| 2016-gen. 2017  | Leyton Orient   | FL2             | 1          | 0          | FACup           | 0               | 0               | -                  | -                  | -                  | FLT         | 1           | 0           | 2      | 0      |
| gen.-giu. 2017  | Olbia           | LP              | 8          | 0          | CI-LP           | -               | -               | -                  | -                  | -                  | -           | -           | -           | 8      | 0      |
| 2017-2018       | Celje           | 1. SNL          | 2          | 0          | CS              | 0               | 0               | -                  | -                  | -                  | -           | -           | -           | 2      | 0      |
| 2018-2019       | Celje           | 1. SNL          | 17         | 1          | CS              | 0               | 0               | -                  | -                  | -                  | -           | -           | -           | 17     | 1      |
| 2019-2020       | Celje           | 1. SNL          | 23         | 3          | CS              | 2               | 1               | -                  | -                  | -                  | -           | -           | -           | 25     | 4      |
| 2020-2021       | Celje           | 1. SNL          | 28         | 1          | CS              | 3               | 0               | UEL                | 1                  | 0                  |             | -           | -           | 32     | 1      |
| 2021-2022       | Celje           | 1. SNL          | 11         | 1          | CS              | 2               | 0               | -                  | -                  | -                  | -           | -           | -           | 13     | 1      |
| Totale Celje    | Totale Celje    | Totale Celje    | 81         | 6          |                 | 7               | 1               |                    | 1                  | 0                  |             | -           | -           | 89     | 7      |
| 2022-2023       | Koper           | 1.SNL           | 29         | 4          | CS              | 0               | 0               | UECL               | 1                  | 0                  |             | -           | -           | 30     | 4      |
| 2023-2024       | Rogaška         | 1.SNL           | 9          | 0          | CS              | 0               | 0               | -                  | -                  | -                  | -           | -           | -           | 9      | 0      |
| Totale carriera | Totale carriera | Totale carriera | 147        | 10         |                 | 8               | 1               |                    | 2                  | 0                  |             | 1           | 0           | 158    | 11     |

## Palmarès

### Club

#### Competizioni giovanili
- Torneo di Viareggio: 1

Milan: 2014

#### Competizioni nazionali
- Campionato sloveno: 1

Celje: 2019-2020